# Garaż (film 1920)
 Garaż (ang. The Garage) – amerykański komediowy krótkometrażowy film niemy z  1920 roku w reżyserii Roscoe 'Fatty' Arbuckle, z udziałem  Bustera Keatona.

## Obsada[1]
- Roscoe 'Fatty' Arbuckle
- Buster Keaton
- Molly Malone
- Harry McCoy
- Dan Crimmins